# トニー・バンクス
「ライト・オノラブル（大名誉）」の敬称を持つストラトフォード男爵のアンソニー・ルイス・"トニー"・バンクス（英: Anthony Louis "Tony" Banks, Baron Stratford: 1943年4月8日 - 2006年1月8日）は、イギリスの政治家で、労働党員として地方議会やイギリス国会で活躍した。また1997年から1999年まではスポーツ相を務めた。2006年1月5日、フロリダで休養中に急性脳卒中を患い、同年1月8日に62歳で亡くなった。

## 生涯
トニー・バンクスは北アイルランドのベルファストで生まれた。ロンドンはブリクストンのセント・ジョンズスクール、ケニントンのテニソン大主教グラマースクール、そしてヨーク大学とロンドン・スクール・オブ・エコノミクスで教育を受けた。1964年に自由党からロンドンの選挙区に立候補するも、失敗に終わっている。
後に労働党へ入党し、1970年から1980年代には大ロンドン議会において主要な労働党議員として頭角を現した。1985年から翌1986年に同地方議会が廃止されるまでは、その議長職にあった。国会下院議員としては、1983年にニューアム・ノース・ウェスト選挙区から選出され、その座を14年間にわたって保持した。1995年の選挙区改正の折、同選挙区は拡大され、ウェスト・ハム選挙区と改名され、1997年の選挙でも同選挙区で支持を集め、2005年の選挙で引退を表明するまで同選挙区選出の下院議員であった。
1997年の選挙で労働党が勝利を収めると、バンクスは文化・報道・スポーツ省の大臣に指名された。この期間の有名な業績として、サッカーのプレミアシップで活躍する外国人選手がイングランド代表選手として出場できるように働きかけたことが挙げられる。
2年の後、2006年ワールドカップのイングランド開催を狙う英国首相の使節団を率いるため、バンクスは同省大臣職を降りた。結果はドイツが開催することに決まり、その後2005年総選挙まで一議員として同党に残った。2004年のロンドン市長選挙に向けて、労働党候補になろうと試みたが、結果失敗している。
2004年11月、バンクスは2005年の総選挙には立候補しないこと、また下院議員から引退することを表明した。後に引退する理由の一つとして、議員職の単調さに我慢ならなくなったことを挙げた。曰く「私は、それ（議員職）が知的に刺激がなく、極端に言えば、単調で飽き飽きする」と。2005年5月13日、一代貴族の授爵が発表され、6月23日に称号が「ストラトフォード男爵」と発表された。ロンドンのストラトフォードは、バンクスの選挙区があった地区である。それから1年もたたない2006年1月に、バンクスは脳卒中で亡くなった。

## 政治的見解
菜食主義者のバンクスは、国会でも指折りの動物の権利の支持者であり、キツネ狩りや動物実験に強硬に反対した。バンクスは労働党内でも左派にあり、共和制支持者であり、2003年のイラク戦争にも反対した。
2002年のアフガニスタン紛争において、バンクスの発言は次の一点にあった。つまり、カーブル動物園の動物たち、とりわけリウマチを患ったためエアコンが必要であった老いたライオンのマージャンのために、政府に資金とイギリス海軍の援助を要求することである。
他に見られる動物擁護活動としては、例えば、2003年4月の国会に早期提議案EDM1255を提出したことが挙げられる。これは、第二次世界大戦中にMI5がハトを空飛ぶ爆弾として使用することを考案した、との報道を受けて提議されたものである。同提議案は、議会に「小惑星が地球に衝突するのが避けられなく、何もかもをほうり去って自然が再び[新たに]始める日を考える」ことを要求したが、結果は2人の極左議員の賛同を得るに終わった。